# Alice Salomon
Alice Salomon, född 19 april 1872 i Berlin, död 30 augusti 1948 i New York, var en tysk socialreformator. Hon är särskilt känd som pionjär för begreppet socialdiagnostik.